# حديقة حيوانات كولونيا
حديقة حيوانات كولونيا (بالألمانية: Kölner Zoo)، هي إحدى حَدَائق الحيوان الألمانية الكُبرى. تأسَسَت الحديقة سنة 1860، فهيَ بِهذا ثالثُ أقدم حدائق الحيَوان في ألمانيا، وإحدى الحَدائق الرائدة في مَجال إكثار الحياة البَريّة، إذ يُعرَفُ نجاحها الساحق على المُستوى العالمي في إكثار أنوعٍ عدّة منَ الرئيسيات، مثل الشمپانزي القزمة والليموريات. بالإضافة إلى ذلك تَبذُل الحديقة جهودًا مُضنية لِحماية الحياة البرية ومَوائلها المُهددة في كُلٍ من مدغشقر وأرخبيل والاكيا وڤيتنام بشكلٍ خاص، بالتعاون مع جامعة كولونيا وغيرها من المؤسسات الأكاديمية المَحليّة ومَعاهد البُحوث. تبلغ مَساحَتها عشرون هِكتارًا، وتضمُ ما يزيد عن 9,000 حيوانٍ تنتمي إلى 745 نوع.
مَرّت الحديقة بفترةٍ من الركود خلال الحربين العالميتين، واُغلِقت لعامين كاملين بعد نهايَة الحرب الثانية بعد أن كادت تَتَدمَّر كُليَّا بٍفعل القصف العنيف. عَادت الحديقَة وفَتحت أبوابها للجمهور سنة 1947، واستمرَّ تَعرضُ حيواناتٍ بريَّة فقط حتى سنة 1971 عندما أضيف إليها مّعرضًا مائيًا؛ وفي سنة 1985 افتُتِح دار الرَئيسيات الكبير واستَحالَ لاحقًا أحد أبرز المَعارض في الحَديقة. تَضمُّ الحديقة اليوم قاعة غابةٍ مَطيرةٍ ضخمة، افتُتحت في سنة 2000، تسرحُ فيها الطيور والزواحف بحُريَّة، أمَّا آخرُ المَعارض البارزة فكَان مُنتَزه الفيلة الآسيوية.
كَتبت علم الحيوان عالمة الحيوان الأمريكية الشهيرة ديان فوسي|دَيان فوسي في الفصل الخامس من كٍتابها «غوريلاتٌ في الغشى» (بالإنجليزية: Gorillas in the Mist)‏ حادِثتين مُنفصلتين وَقعتا في سنة 1969، فتقول أنَّ الصيّادين اللاشرعيين دَفعتهم إدارة حديقة حيوانات كولونيا أن يخطفوا صغيرا غوريلا جَبليَّة حتى يُعرّضا في الحديقة، فأدّت هذه العمَليّة إلى مَصرع أكثر من 20 غوريلا بالغة، فالغوريلات تُدافعُ عن صِغارها حتى الموت، لذا لم يَجد الصيَّادون بدًا من إبادة كامل العائلة حتى يأخذوا الصِغار. وتُفيد فوسي أن إدارة الحديقة قامت برِشوة القيّم على المُنتزه القومي الذي يُفترض أن يحمي الغوريلات وغيرها من الكائنات المُهددة من أي شرَّ، وذلك بأن عوضوه ماليًا، وقَدَموا له تذكرة طائرة مجَّانية إلى ألمانيا. تقولُ فوسي أنَّها هيَ من اعتنى بالصغيرين «كوكو» و«پوكر» حتى استعادا عافيتهما، وذلك قَبلَ أن يسلبها إياهما القيّم على المُنتزه ويُرسلهما إلى ألمانيا. عاش كلٍّ من كوكو وپوكر 10 سنواتٍ فقط في الأسر ونفقا بفارِق شهرٍ من بعضهما في حديقة حيوانات كولونيا، وأصبحت فوسي أكثر حزمًا لمُقاومة القنص اللاشرعيّ في أفريقيا بعد هذه الحادثة.

## تاريخ الحديقة

### 1857 إلى 1936

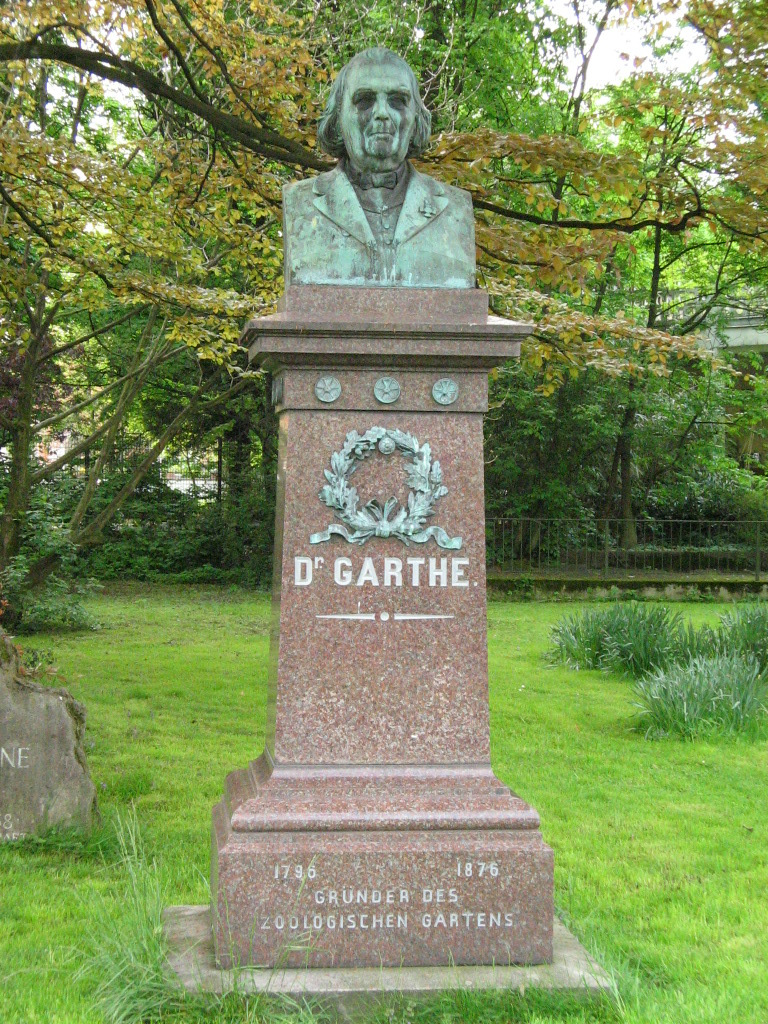
تمثال مؤسس حديقة حيوانات كولونيا، كاسپر گارث.

تأَسست حديقة حيوانات كولونيا بِفضل أحد أساتذة المدارس الرسميَّة، ويُدعى كاسپر گارث، الذي كتبَ مقالاً نُشرَ في سنة 1857 يدعو فيه إلى إنشاء حديقَة حيوانات مَحليّة تتمَيزُ بها المدينة وتُرفّه عن سُكّانها وتُعلّمهم عن الحياة البريَّة. وفي سنة 1858 تأسَسَت «شركة حديقة حيوانات كولونيا المُساهمة» (بالألمانية: Actiengesellschaft Zoologischer Garten zu Cöln) برأسمال مٍقداره 100,000 طالر، وقامت بإنشاء الحديقة شمال المدينة في منطقةٍ قريبة من نهر الراين كانت تُعدُّ في حينها ضاحيةً من ضواحي كولونيا، قبلَ أن تدخل في نِطاق بَلديتها سنة 1888. عُيِّن هاينريش بودين أوّلَ مديرٍ للحديقة في سنة 1859، وبتاريخ 22 يوليو سنة 1860 فتحت الحديقة أبوابها للعموم.
أدَّت الحرب العالمية الأولى وما تَبعها من مشاكل لاحقة وأبرزها الأزمة المالية الكُبرى لعام 1929، أدَّت إلى مرور الحديقة بضائقة ماليَّة عظيمة كادت أن تُغلِق أبوابها على أثرها، غير أن بلديَّة كولونيا تدَخَلت وحالت دون هذا الأمر، فاشترت مُعظم الأسهم والحِصص الماليَّة، فاستمرَّت الحديقة قائمةً. من الجدير بالذكر أن الحديقة أقامت خلال الفترة المُمتَدة بينَ عاميّ 1878 و1932 عدّة معارض كانت تُعرف باسم «المَعارض الدولية»، يظهرُ فيها بشرٌ أجانب من دولٍ ذات مجاهل غير مألوفة للأوروبيين مثل أفريقيا السوداء وكاليدونيا الجديدة وغيرها، وكان هؤلاء بمثابة مُوظفين مؤقتين للحديقَة يتقاضون أموالاً لِقاء عرض أنفسهم أمام العامَّة والتظاهر بأنَّهم أكلة لحوم بشر، وقد لَقيت بعضُ هذه المَعارض رواجًا من العامَّة مثل معرض الأفارقة من شعب السارا الذي أُقيم سنة 1931.

### 1937 إلى 1946
أدّت المَصاعب الماليَّة المُتزايدة إلى لجوء مالكي أسهم الحديقة إلى مَجلس بلديَّة كولونيا للتفاوض معهم حولَ شراء البلديَّة لٍما تبقَّى من أسهم خاصَّة، فجرّت مُفاوضات امتدت من سنة 1937 إلى سنة 1938 أسفرَت عن تملّك البلديَّة أغلب الحَصص الماليَّة، فبَلغت حضَّتها 336,000 مارك من أصل 450,000. عانت الحديقة كثيرًا خلال الحرب العالمية الثانية، فقُصفت قصفًا شديدًا من قِبل قوَّات الحُلفاء حتى كادت تتدمّرُ كُليًا، فاضطرَّ المسؤولون إلى إغلاقها مُدَّة سنتين حتى يَتمُ ترميمها.

### 1947 إلى 1980
أُعيد افتتاح حديقة حيوانات كولونيا في سنة 1947، بعد أن رُممت وأُعيد بناء ما تهدَّم من أبنيتها وأُحضرت حيوانات جديدة لاستبدال تلك التي نَفَقت، في عمليَّةٍ ضخمة هدفَت إلى إعادة تأهيل الحديقَة وتوسيعها، فأصبَحت تمتدُ على مساحة عشرون هِكتارًا، أي أصبحت تفوقُ حجمها السابق بحوالي أربعة أضعاف. أُنشأت عدَّة مبانٍ في هذه المساحة الجديدة، وخاصةً خلال عقد الستينيات، بهدف زيادة مدخول الحديقة ولتلعب دورًا في زيادة الوعي البيئي عند الناس وبالأخص الأطفال. ففي سنة 1963 افتُتحت «مدرسة الحديقة» الهادفة إلى تثقيف الأطفال وتعليمهم أهميَّة الحفاظ على البيئة، وفي عام 1973 افتُتحت «دار الليمور» التي صُممت باستخدام أحدث التقنيَّات المروفَة حينها، وزوِدَت بأفضل المَعدَّات، وحَققت نجاحًا مُنقطع النَظير في إكثار أنواعٍ مُهددة كثيرة من الليمورات.

### 1981 إلى الوقت الحالي
توَلَّى عالم الحيوان الألماني گونتر توغّ إدارة الحديقة من سنة 1981 حتى سنة 2006، وقد تَمكنَ هذا الرجل خلال فترة إدارته من تنميَة الحديقة وتطويرها بشكلٍ لافتٍ للانتباه، فحصل في سنة 1982 على دّعمٍ ماليّ كبير من «جمعيَّة أصدقاء حديقة حيوانات كولونيا» استخدَمه في إنشاء المزيد من الأبنية الترفيهيَّة بهدف استقطاب انتباه الجمهور وتفعيل مهمَّة إكثار الأنواع المُهددة، ومنها دار القردة العُليا، التي أصبَحت اليوم إحدى أبرز المواقع المقصودة في الحديقة.
خلال هذه الفترة كانت المنطَقة المُحيطة قد أخذت تَشهدُ حركةً عُمرانية نشطة، فازدات المباني والسكَّان ولم يعد بإمكان الحديقة أن تتوَسَّع أكثر. وفي الوقت الحالي فإنَّ ما يَفصلها عن باقي المدينة هو حِزامٌ أخضر من الأشجار المزروعة قديمًا، وشارعٌ عام.
عام 2006 اختير نائب مُدير حديقة حيوان دويسبورغ أكيم وينكلر ليخلف گونتر توغّ في منصب المدير، لكنّ هذا لم يُكتب له أن يحصل، إذ حصل أن انتُخب مُديرًا لحديقة حيوان دويسبورغ ففضّلَ البقاء في مدينته على أن يغترب في أخرى.
لا يزالُ هُناك عددٌ من الأبنية القديمة العائدة للقرن التاسع عشر وأوائل القرن العشرين، التي لا تزال قائمةٌ صامدة في الحديقَة، على الرُغم من مرور الزَمن وتعرّضها للقصف خلال الحربين العالميتين، وهي تُبينُ للزائر اختلاف النظرة للحيوانات مُنذ ذلك الحين وحتى اليوم وكيف كانت الكائنات تُعرَض وكيفَ استحالت معارضها حاليًا. غير أن تلك المباني لم تَعد تُشتخدم لعرض الحيوانات، بما أنها لم تعد تتلائم وما تَفرضه قوانين السلامة وشروط تربيَة وإكثار الكائنات البريَّة، لكن الحديقة استمرَّت تحاول تحديثها بحيث تتلائم وتلك الشروط، مع أخذها بعين الاعتبار الحفاظ على تصميمها العُمراني القَديم. أقدمُ مباني الحديقة هي دارُ الفيلة، المُشيدَة سنة 1863 على الطراز المغربي، يليها صخرة أسود البحر الكاليفورنية من عام 1887، فالمَطير من عام 1899، وجزيرة السعادين من عام 1914.

## مدراء الحديقة
- 1859–1869: هاينريش بودين.
- 1870–1886: نِقولا فانك.
- 1886–1888: لودڤيغ هيك.
- 1888–1928: لودڤيغ ڤوندرليش.
- 1929–1938: فريدريش هاوشكورنة.
- 1938–1951: ڤيرنر تزان.
- 1952–1975: ڤيلهام ڤيندكر.
- 1975–1981: إرنست جوزيف كولمن.
- 1981–2006: گونثر نوغّ.
- 2007-: ثيو پاگل.

شعار حديقة حيوانات كولونيا حتى سنة 2007.

أصبَحت حَديقة حيوانات كولونيا تُدَار مُنذ مُنتَصف سنة 2007 بواسطة شخصَين، كغيرها من حدائق الحَيوان الألمانيَّة، وهما بهذه الحالة: ثيو پاگل، مدير الحديقة والرئيس التنفيذي لشركة حديقة حيوانات كولونيا المُساهمة، يُعاونه كريستوفر لاندزبيرغ، المدير المالي وعضو المجلس الإداري للشركة.

## المعارض الرئيسية

### الحوض المائي
شُيّد الحوض المائي الضخم لحديقة حيوانات كولونيا سنة 1971 خارج حدود المنطقة المركزيَّة، وهو يَضمُ إلى جانب الأسماك عدّة أنواع من السحالي والتماسيح والأفاعي، كما أُلحَق به معرض للحشرات.
تُعرَض الأسماك داخل الحوض في سلسلة من البرك الصغيرة، وبَعضُها معروضٌ في حوضٍ ضخم صُمم ليبدو كحوضٍ مرجانيّ طبيعي، ومن أبرز الأنواع التي تسبح بحريَّة فيه أسماك التانج والأرنب، كذلك هُناك عدَّة أنواع من البلطيَّات من بُحيرَة تنجانيقا. من أبرز معارض الحوض المَعرض المعروف باسم «پانوراما الراين»، ذي الأسماك البَلديَّة السارحة حول الزائر خلف عوازلٍ زُجاجيَّة.

### دار الغابة المطيرة

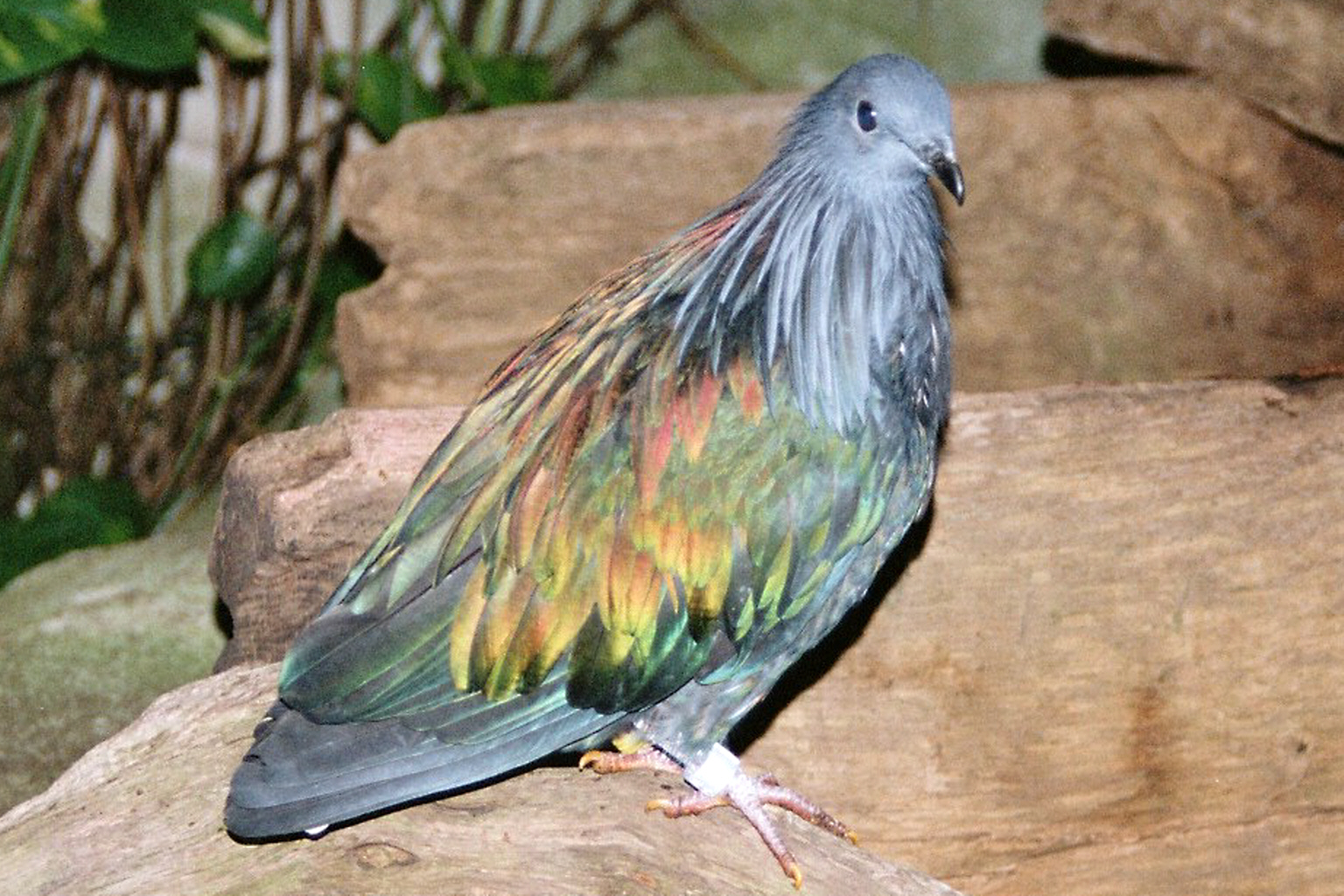
حمامة نيكوبار على أرضيَّة الدار.

كانت دار الغابة المطيرة آخر معارض الحديقة افتتاحًا، وقد صُمم داخلها على شكل بيئة أدغال جنوب شرق آسيا الاستوائية، وأُلحق بها مطيرًا في وقت لاحق. مُوّلَ بناء الدار وكامل مُلحقاته من قبل تبرعات الجمهور بشكلٍ أساسي، ومن تلك المُلحقات قاعة عرض سينمائيَّة وقاعة اجتماعات.
المعرض الأساسيّ في الدرا عبارة عن قاعة واسعة مفتوحة، تسرح فيها عدَّة أنواع من الطيور والخفافيش والزواحف بحريَّة. أغلب الطيور المُحلقة تُمضي وقتها في أعلى الدار بعيدًا عن الزائرين، أمَّا تلك قاطنَة الأرض فغالبًا ما تحتك مَعهم، ومنها على سبيل المِثال حمامة نيكوبار الكبيرة، وقد أفرَخت مُعظم الأنواع المعروضة وأنشأت فراخها حتى البلوغ. بالإضافة إلى ما سَبق، تأوي القاعة عائلةً من القضَّاعات الشرقية قصيرة المخالب التي ما زالت تتناسلُ بنجاح، وأصلةٌ بيضاء كبيرة، وقردة من نوع شق لار.

### منتزه الفيلة
افتتح مُنتزه الفيلة الآسيوية الجديد بتاريخ 19 سبتمبر سنة 2004 ليحلَّ مكان المبنى التاريخي الذي كان يأوي الفيَلة، وقد أقيمَ في مركز الحديقة مُقابل البركة الكبيرة، على مساحة فدّانين تقريبًا. وقد زُود المبنى بأحدث التقنيّات اللازمة لإكثار الفيلة، وتُتبع فيه أحدث الأساليب التي تدلُ عليها اكتشافات العُلماء في سبيل تأمين بيئة ملائمة ومُريحة للفيلة، شبيهة بما كانت ستعرفه في البريَّة، بقدر الإمكان، ومنها على سبيل المَثال مرعى مُخصص للذكور بعيدٌ عن مرعى الإناث، بما أن الذكور في البريَّة لا تُخالط قُطعان الإناث إلاّ للتزاوج.
بلغت قيمة إنشاء المبنى 15 مليون يورو، وبُنيَ خلال سنتين، واستلزم حوالي 7,000 م³ من الإسمنت و1,000 طن من الصلب، وتبلغ مساحة سقفه الخشبيّ 3000 م²، وصممته شركة Oxen + Römer الهندسيَّة من مدينة هورت. من تصاميم الحظيرة الملحوظة الفتحات في السقف التي تسمح بدخول نور الشمس والهواء النظيف، أما الفسحة الخارجيَّة فمليئة بالصخور الاصطناعية والبرك المائيَّة التي تفصل الأفيال عن الزوَّار، وقد بُطِنت أرضيَّة الحظيرة والفسحة الخارجيَّة برمالٍ استثقدمت خصيصًا من الصحراء الكبرى، لحماية قوائم الفيلة من التَشقق عند دوسها الأرض الاصطناعيَّة. يصل بينَ مرعى الذكور والإناث مرصدٌ أقيم خصيصًا لمراقبة القطيع، ولعلاج أي فيلٍ مريض أو مُصاب بداخله أيضًا. يتكوَّن القطيع الحالي من ذكرين و7 إناث وخمسة دغافل، وقد كان يضمُ في السابق 8 إناث، لكن إحداها نفقَت في 2 مايو سنة 2012 بعد أن تقاتلت مع باقي أفراد القطيع وأصيبت إصابةً بالغة.

#### الدغافل المولودة

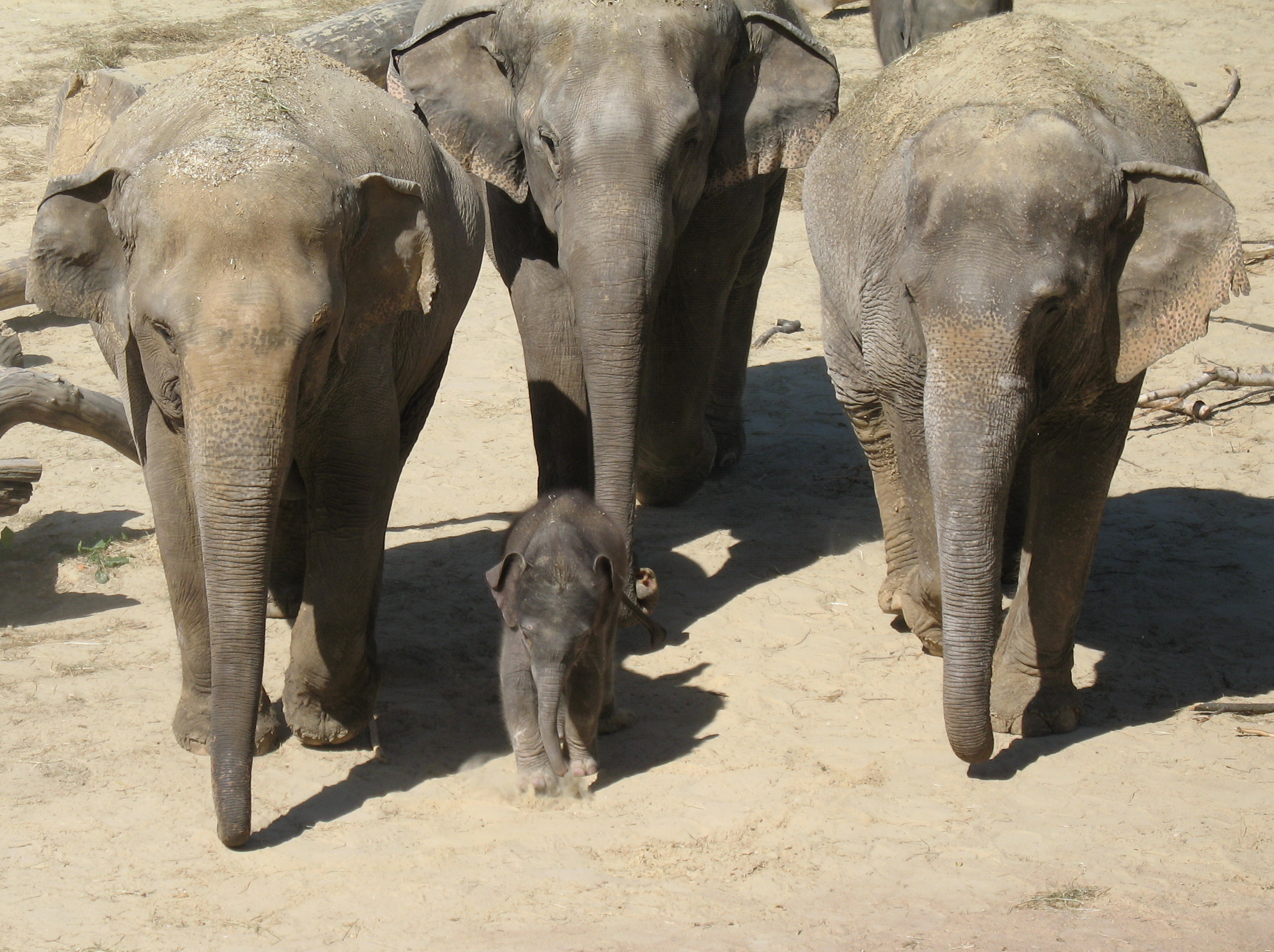
الدغفل مينغ جانغ وثلاثة إناث.

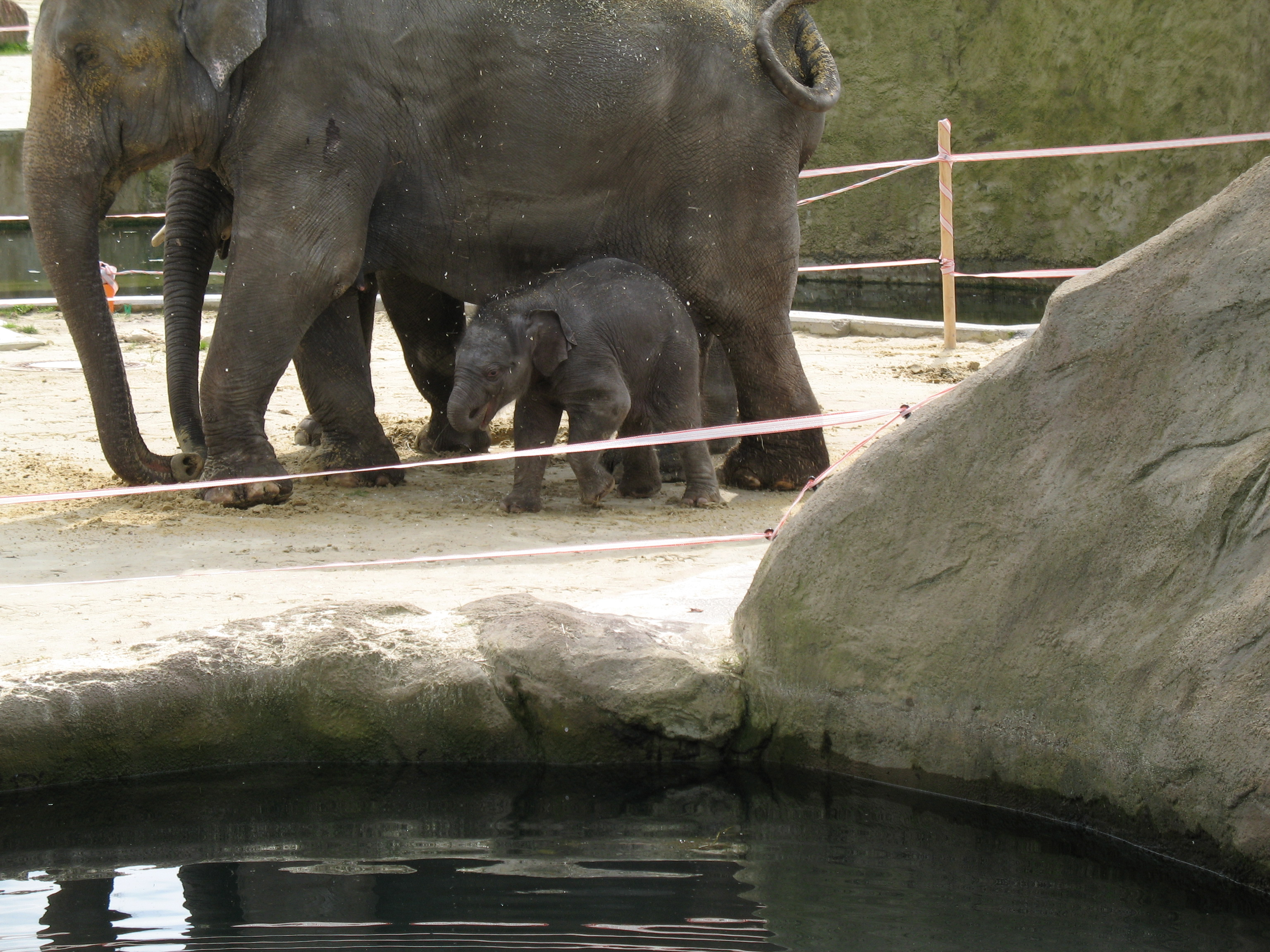
الدغفلة مارلار ووالدتها.

عَرفت حديقة حيوانات كولونيا نجاحًا في استيلاد الفيلة الآسيوية خلال السنوات القليلة المُنصرمة، فوُلدَت فيها الدغافل التالية:
- مارلار (♀)، أي الزهرة أو الوردة، وُلدت بتاريخ 30 مارس سنة 2006 لتكون أوّلَ دغفلٍ يولد في الحديقة. تمَّت مُراقبة الأم طيلة فترة حملها بواسطة آلة تصوير خفيَّة، غير أنَّ ولادتها لم يَشهدها أحد ولا حتى القيمين في الحديقة، إذ حصلت في موقعٍ خارج عن نطاق الكاميرا. استُقدم والد هذه الدغفلة من إحدى حدائق الحيوان في الدنمارك، في سبيل المُحافظة على التنوع الوراثي عند الأفراد المولودة، أما والدتها فعُرف عنها مُعانتها من مشاكل صحيّة عدَّة من قبل حملها، فتقرر إخضاعها للقتل الرحيم بتاريخ 13 ديسمبر 2006.
- مينغ جانغ (♂)، أي «فتاتي»، وُلد هذا الدغفل في 16 أبريل سنة 2007، وقد أُحضرت والدته مع أربع إناث أُخرى من تايلندة في 16 سبتمبر 2006، وكانت حاملاً في ذلك الوقت، وعندما وُلد الصغير اقترح المسؤولون في الحديقة أن يتركوا أمرَ تسميته للجمهور، فأدرجوا إعلانًا في صحيفة كولونيا إكسپرس عرضوا فيه على الجمهور اقتراح تسمية للدغفل، وبعد بضعة أسابيع وقع اختيار الحديقة على الاسم الحالي. وبتاريخ 12 يوليو 2012 نُقل مينغ جانغ إلى حديقة حيوانات أنتويرپ ليعيش مع ذكورٍ صغيرة أخرى.[4]
- مهى كوماري (♀)، أي الأميرة العظيمة، وُلدت بتاريخ 9 مايو 2007.
- خين يدانار (♂)، أي الجوهرة المنصورة، وُلد بتاريخ 27 يوليو 2009.[5]
- راجاندرة (♂)، أي ملك الآلهة، وُلد بتاريخ 8 أبريل 2011.
- بيندي (♀)، أي الرُقط، وُلدت بتاريخ 25 يوليو 2012.[6]

### دير البوم

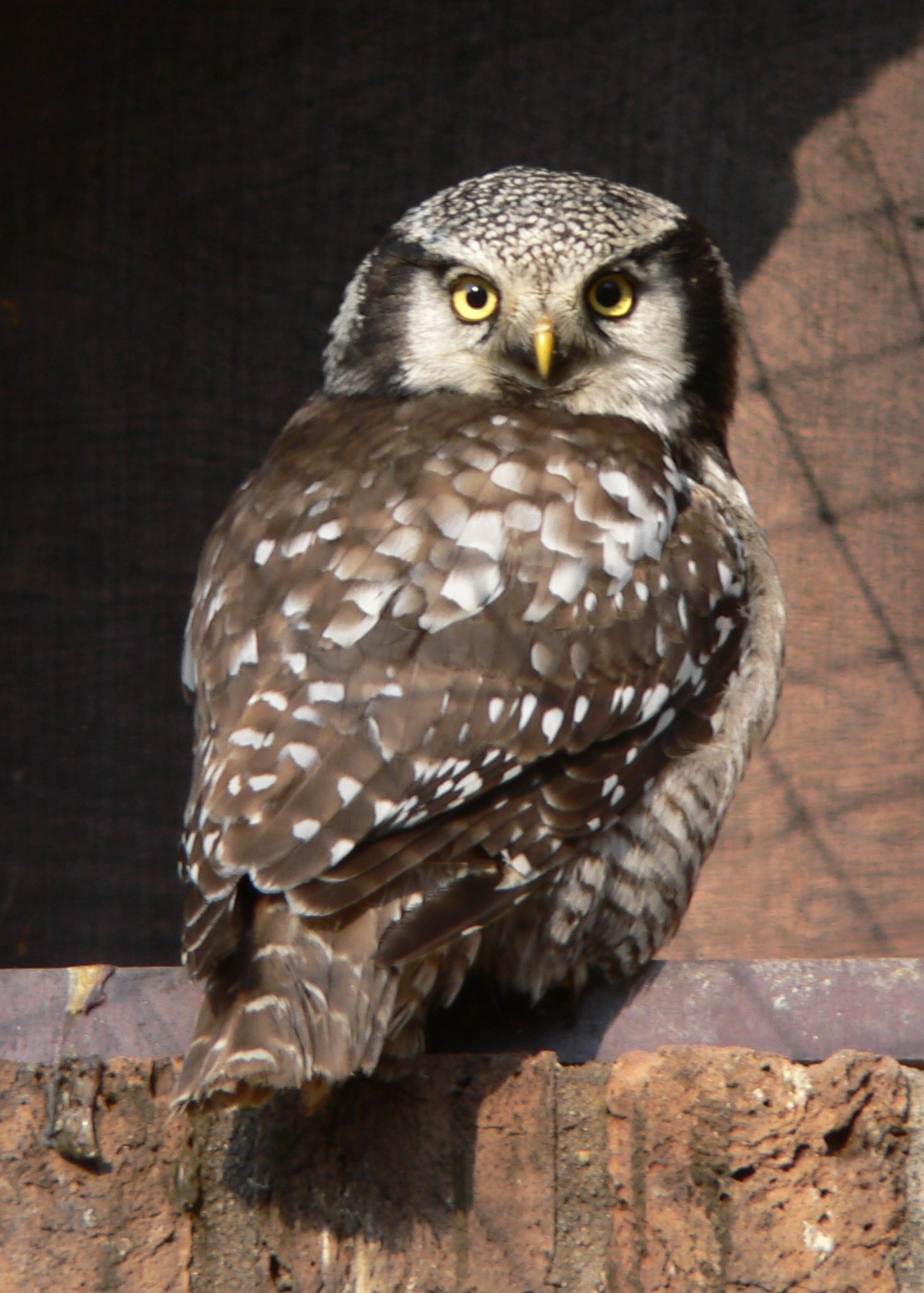
بومة بازَّية شماليَّة في دير البوم.

افتُتِحَ هذا المعرض في شهر مايو من عام 1997، وهو عبارة عن مطيَر حرّ وعدد من الحظائر الفرديَّة، وفيه مجموعةٌ من الجوارح من العواسق والبومات البازيَّة وأيضًا بعض اللقالق السوداء. أُجريَت بَعض التغييرات على تصميم الحظائر في سنة 2005 حتى يتسنَّى للطيور أن تتناسل بعيدًا عن عيون البشر، فأُقيمت ستائر عازلة خاصَّة تختبئ ورائها الأزواج وتتناسل وتُفرخ بعيدًا عن الإزعاج. أيضًا وُضعت بٍضعة آلات تصوير خفيَّة فوق الأعشاش حتى يستَطيع القيمين مُراقبة الأبوين وهُما يرخمان على البيض ويُطعما الفراخ، ولمُراقبة تودد الجنسان وفصلهما عن باقي السرب بعد التزاوج.
تعيش طيور البوم تحديدًا في مطيرٍ حرّ داخل هذا الدير صُمم حتى يُشبه موئلها الطبيعي. يُعاني الزائرون من صعوبة رؤية اليوم عند زيارتهم المَطير بسبب ركون الطيور في أعشاشها وفي فجواتٍ بالشجر المزروع واختفائها عن العيون، وتفضيلها البقاء بعيدًا عن متناول البشر خاصةً عندما تكون أعداد الزوَّار كبيرة.

### صخرة السعادين

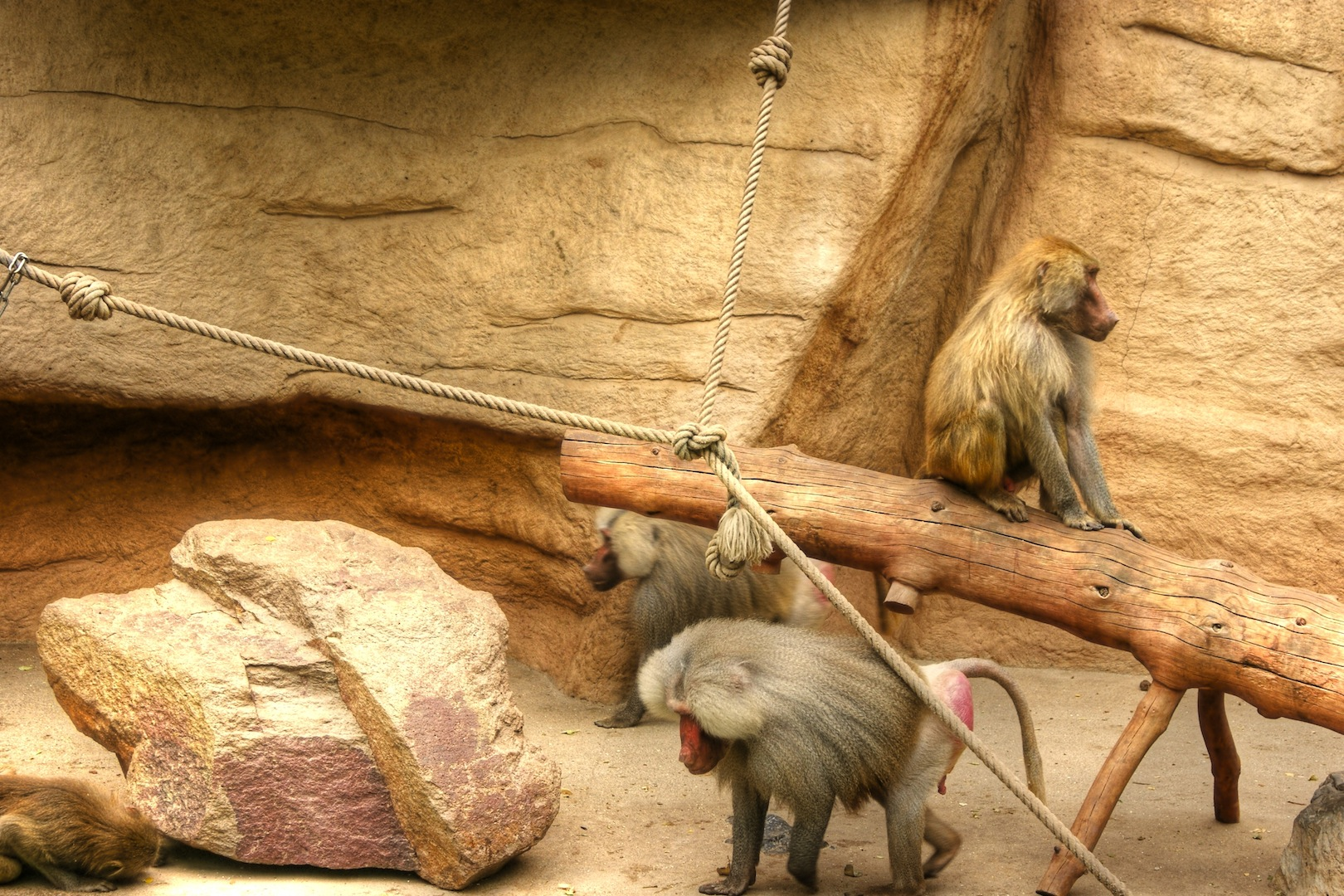
ذكرا رباح مقدس وأنثى على صخرة السعادين.

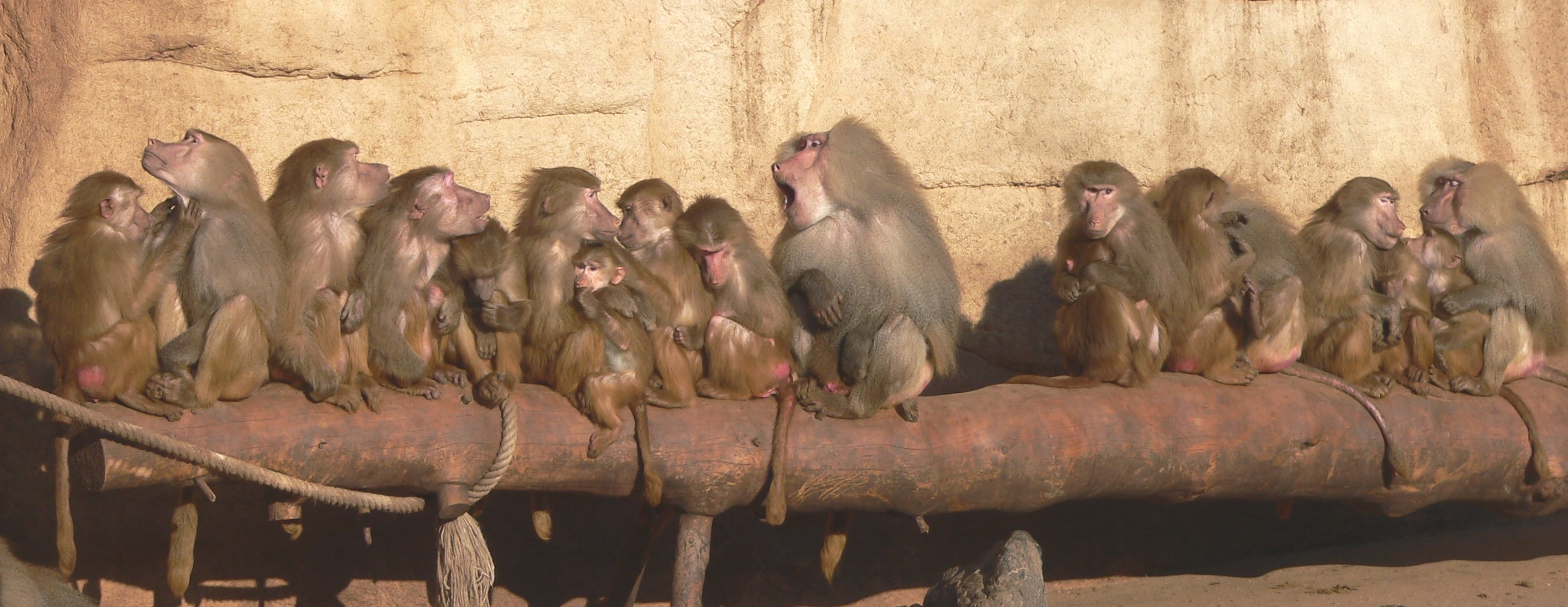
زمرة رباحات مُقدَّسة على صخرة السعادين.

هي إحدى أقدم معارض ومُنشآت الحديقة، وتُشكّلُ موطنًا لزمرةٍ من سعادين الرباح المُقَّدسة. أُنشأ هذا المعرض في سنة 1914 بالاستناد إلى أفكار تاجر الحيوانات الألماني كارل هاگنبك، الذي اعتبر أنه يجب التوفيق بين مُتعة المُشاهدة عند الزائر وصحة الحيوان الأسير، لذا لا بُدَّ أن يكون المعرض واسعًا ومكشوفًا بحيث يتمكن الناس من رؤية الحيوانات بلا عوائق، وتتمكن الحيوانات من التحرّك بحريَّة وأن تُمارس نشاطها المُعتاد.
تُركت السعادين المروضة تتناسل وتتكاثر على راحتها بحيث أصبح عددها كبيرًا، وذلك حتى تعيش في بيئةٍ شبيهةٍ ببيئتها في البريَّة، حيث تتكوّن الزمرة الواحدة من عدّة عائلاتٍ من الإناث يُهيمن عليها ذكرٌ واحد. غير أن النجاح مُنقطع النظير في إكثار الرباح كان ولا بد سيؤدي إلى مشاكل كثيرة لاحقًا، فكثرة الأفراد ستؤدي إلى ضيقٍ في المساحة، وهذا سيؤدي بدوره إلى حصول نزاعاتٍ بين الذكور، لذا اعتمدت الحديقة مُنذ زمن سياسة الحد من الإنجاب مع هذه السعادين، بحيث استمرَّ عددها ثابتًا ومُستقرّا طيلة سنَوات.
تُعدّث فترة إطعام هذه السعادين من أكثر العروض استقطابًا للجمهور، فيتجمّعُ الناس خلال أشهر الصيف ليُشاهدوا القيمين وهم يرمون التفاح والكرفس والبيض المسلوق والجزر، وغيرها من الأطعمة، إلى السعادين المُتلهفة. تُظهر السعادين نفس السلوك الاجتماعي الذي تُظهره في البريَّة على مرأى من الناس، فتتقاتل إناث العائلات المُختلفة مع بعضها للسيطرة على الغذاء، وقد تدخل العائلة بأكملها في القتال لتُدافع عن ابنتها، وغالبًا ما يتدخّل الذكور لإعادة الهدوء والهيمنة على الإناث وإسكاتها.
حاولت عدّة سعادين أن تفُرَّ من حظيرتها عبر السنوات، على الرُغم من أنها مُحاطة بالمياه التي تخشاها غريزيًا. لكن سقوط الطعام في الماء وسعيها ورائه جعل بعض الأفراد تفقد خوفها وتعبر هذا الفاصل بكُلِ جُرأة، فاضطرّ القيمين إلى الحيلولة دون ذلك، فنصبوا عدّة خطوط توتر كهربائيّ فاصلة بين الماء والصخرة، تصعق الرباح إن حاول عبورها.

### دار الأدغال
افتُتحت دار الأدغال سنة 1984، وهي تأوي اليوم مجموعاتٍ من القِردة من شاكلة: الشمپانزي القزمة، والغوريلا، والسعلاة، والدوك لانغور النادر. أما بالنسبة للقردة العُليا الثلاثة الأولى، فحظائراها داخليَّة وخارجيَّة تسمح للناس برؤيتها عن كثب، كما تسمحُ لها أن تتحرَّك بحُريَّة.

### البطاريق وأسود البحر

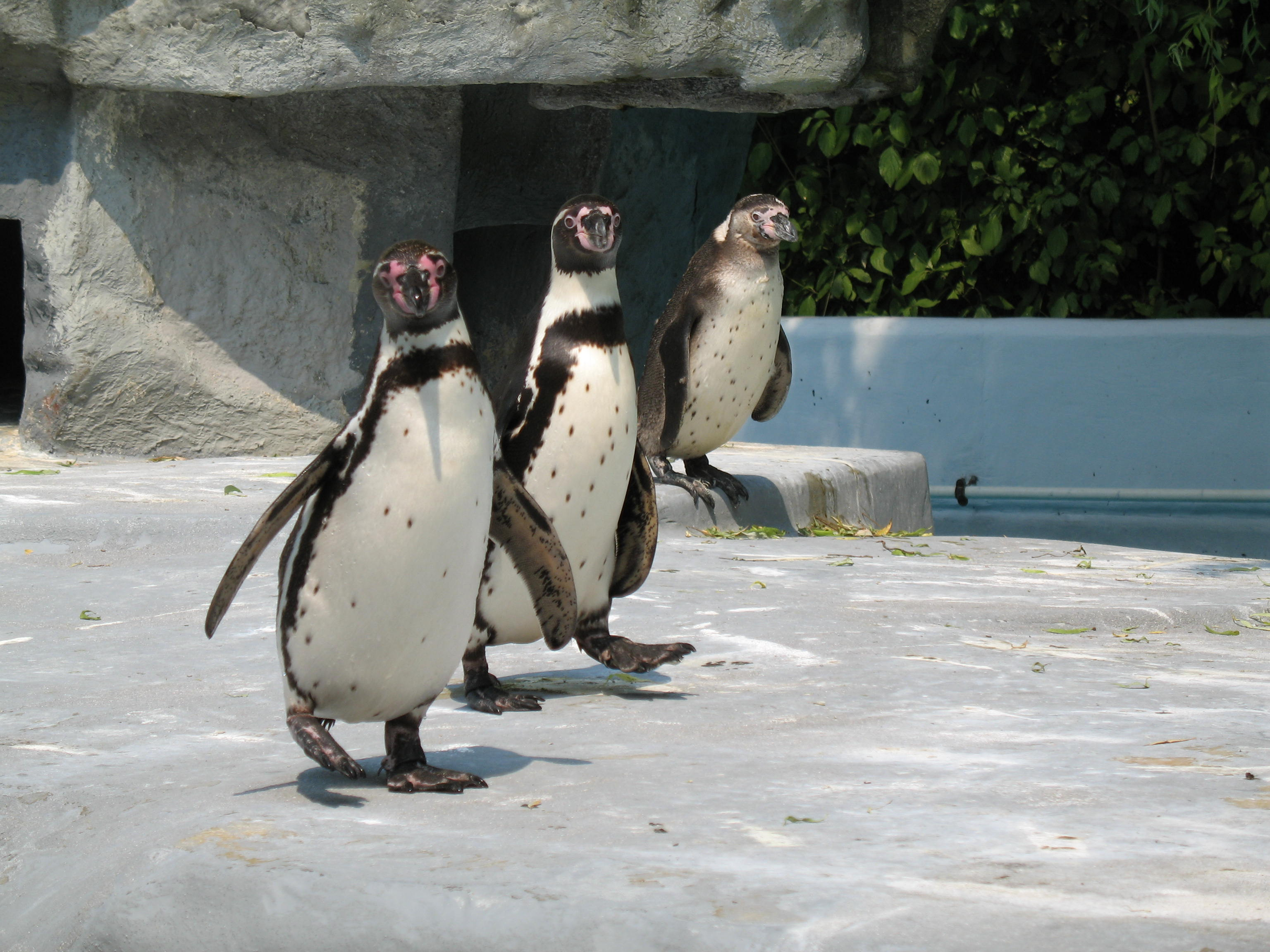
ثلاثة بطاريق همبولت في حديقة حيوانات كولونيا.

كان هذا المَعرض يأوي عدَّة أفراد من ملوك البطاريق في بادئ الأمر، أما اليوم فيُشكلُ منزلاً لسربٍ من البطاريق الصغيرة وبطاريق همبولت. كذلك كانت أسود البحر الكاليفورنيَّة تُعرض في هذا المكان، لكنها نُقلت إلى معرض أفراس النهر القديم ريثما يتمُ إعادة تأهيل معرض صخرة أسود البحر التاريخي، المُقرر نقلها إليه.

### المستنقع
يُعتبرُ معرض المستنقع ثالث أبرز وأهم المشاريع التي قامت بها إدارة حديقة حيوانات كولونيا، وهو يُشكّلُ تجربةً خاصَةً للزائر، إذ يُتيح له أن يخوض بالقارب في بيئةً اصطناعيًّة تُحاكي أنهار إفريقيا، في منطقةٍ تصل مساحتها إلى 3,500 متر مُربّع. افتُتح هذا المعرض خلال شهر أبريل من عام 2010.
يأوي المعرض أربع أفراس نهر، وبضعة تماسيح نيليَّة، وظباء سبخات، المعروفةٌ أيضًا باسم السیتاتونگا. كذلك هناك عدَّة كائنات أخرى تقطن المكان، منها أصنافٌ عديدة من الطيور والأسماك والثدييات الصغيرة، من شاكِلة: الزرازير، والتنوطات، وأبو منجل الحدادة، وفرخ النيل، وزبابيات الفيل، وسنجاب الشمس.
أُنشأ ممرٌ خاصٌ أيضًا بحيث يتمكن الزوّار من السير أسفل المعرض ورؤية الحيوانات وهي تسبح أعلاهم، يفصل بينها وبين الناس حاجزٌ زجاجيّ. كذلك هثناك ممر آخر يسمح بنفس الرؤية من على جنب.

## الحيوانات

### البلديَّة المُقيمة في الحديقة

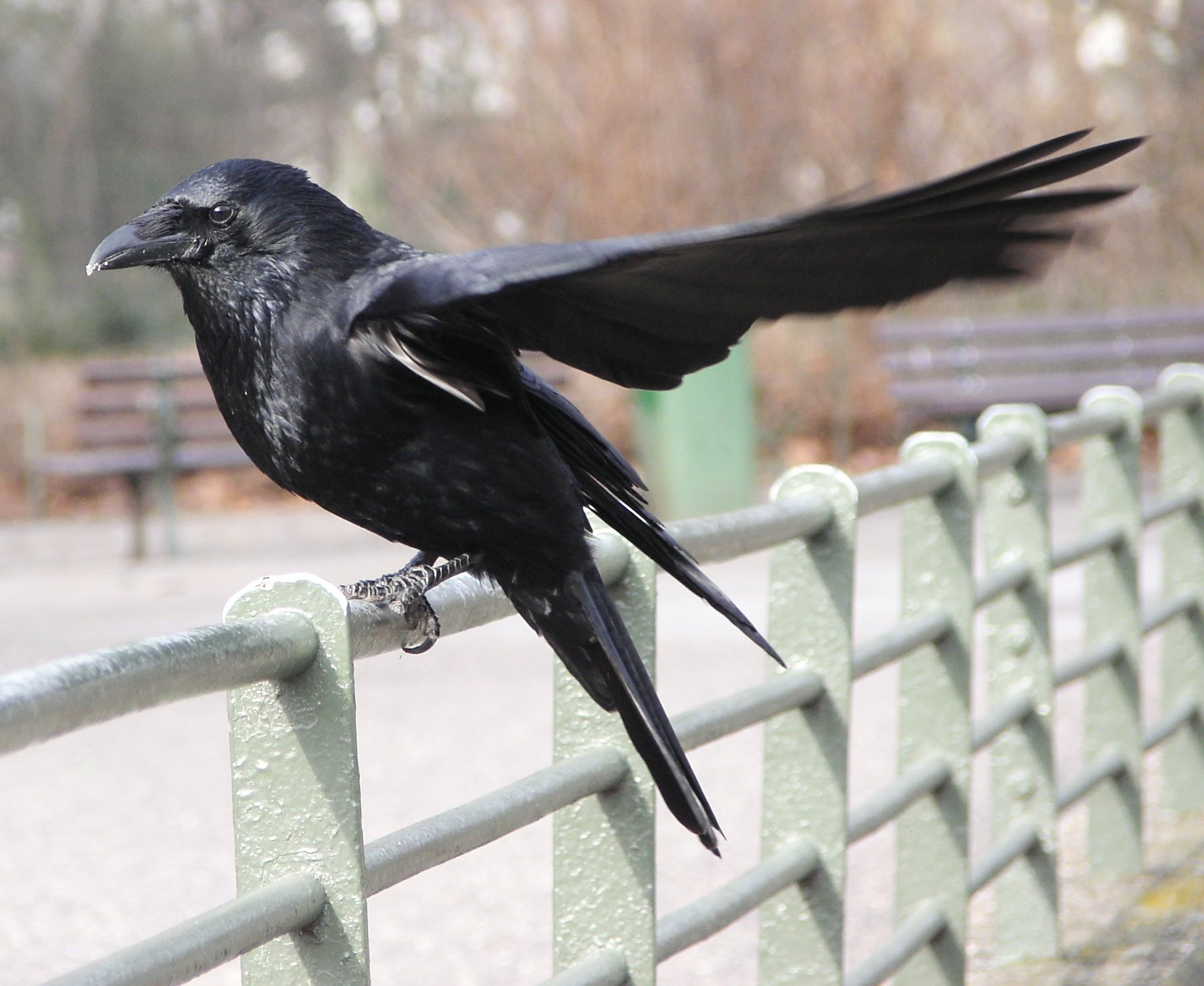
غراب مألوف على إحدى أسياج الزينة في الحديقة.

تؤمّنُ حديقة حيوانات كولونيل ظروفًا مثاليةً للحيوانات قاطنتها، من بيئةٍ نظيفة وطعام وافر ومُحيطٍ مُلائم، فكان هذا سببًا لاستقطابها أنواعًا من الحياة البريَّة البلديَّة الساعية وراء الأمان والملجأ والغذاء. ومن أبرز الأنواع البريَّة المُقيمة على أراضي الحديقة: بط البُرَكة والبلاشين الرماديَّة، فالأولى شديدة الشيوع في البُرك المحفورة للطيور، والثانية أصبحت تُعششُ في جمهراتٍ هائلة على رؤوس الأشجار المُعمّرة، واستحالت إحدى المناظر المُفضَّلة عند الزوّار، خاصةً في موسم التفريخ.
من ضيوف الحديقة أيضًا زيغان الجيف، وهي طيورٌ مألوفة في شتَّى أنحاء الحديقة، وبالأخص عند معارض الدببة والراكون، حيث تَقبع منتظرةً على سقف الحظائر أو في شجرةٍ مُجاورة، حتى ينتهي الدب أو الراكون من طعامه فتهبط بسرعة لتقتات على بقايا طعامه. لكن هذه الطيور تُشكّلُ مَصدرَ إزعاجٍ كذلك الأمر لبعض القيمين، بسبب عادتها الفتك بفراخ البط والنُحام، مما يجعل من إكثارها في الخلاء أمرًا أصعب.
تستوطن بضعة نوارس سوداء الرأس الحديقة أيضًا، وهي طيورٌ ذكيَّة وقحة، تُزعج الناس وقد تخطف منهم طعامًا أو تهاجمهم فتنقر رأس كل من يقترب من أعشاشها. وقد حاول القيمون في الحديقة إخافتها عبر صُنع دمية طائرٍ جارح ووضعها على سقف سيَّارة والسير بها بمحاذاة البرك، لكن الطيور فطنت للخدعة واستمرَّت مقيمة. أيضًا استوطنت بضعة ثعالب حمراء الحديقة عبر السنوات، وقد تسبب إحداها بمقتل أنثى ظبي سايگا نادرة في سنة 2006.

### البريَّة المعروضة
الثدييات
| - الأخدر (Equus hemionus) - الجمل الباختري (Camelus bactrianus) - القضَّاعة الأوراسية (Lutra lutra) - السرقاط (Suricata suricatta) - الراكون المألوف (Procyon lotor) - الفهد (Acinonyx jubatus) - دب الشمس (Helarctos malayanus) - الدب الأشيب (Ursus arctos horribilis) - الپندة الحمراء (Ailurus fulgens) - المُنتَجق الصيني (Muntiacus reevesi) - العَوَّاء الڤنزويلي الأحمر (Alouatta seniculus) - النسناس الكپوشي ذهبي البطن (Cebus xanthosternos) - الطمارين الأسدي المُذَهَب (Leontopithecus rosalia) - الطمارين أحمر اليد (Saguinus midas) - قبيعة الصخور (Kerodon rupestris) - التابير البرازيلي (Tapirus terrestris) - الكابياء (Hydrochoerus hydrochaeris) - الأسد الآسيوي (Panthera leo persica) - الببر السيبيري (Panthera tigris altaica) - الأكَّاب (Okapia johnstoni) - الساكي أبيض الوجه (Pithecia pithecia) - الرباح المُقّدَّس (Papio hamadryas) | - حمار زرد گريڤي (Equus grevyi) - النمر الفارسي (Panthera pardus saxicolor) - نمر الثلوج (Panthera uncia) - الأپوسوم القِندي الطيَّار (Petaurus breviceps) - القضاعة الشرقية صغيرة المخالب (Aonyx cinerea) - خفاش ثمار جزيرة رودريگز (Pteropus rodricensis) - شق لار (Hylobates lar) - كنغر ميتشي الشجري (Dendrolagus matschiei) - غوريلا المُنخفضات الغربيَّة (Gorilla gorilla gorilla) - الكولوبوس الحبشي الأسود والأبيض (Colobus guereza) - الدوك لانغور أحمر الساق (Pygathrix nemaeus) - الشمپانزي القزمة (Pan paniscus) - السعلاة البورنويَّة (Pongo pygmaeus) - المكاك أسدي الذيل (Macaca silenus) - الفيل الآسيوي (Elephas maximus) - الألپاكة (Vicugna pacos) - كلب المروج أسود الذيل (Cynomys ludovicianus) - ابن عُرس السيبيري (Mustela sibirica) - أسد البحر الكاليفورني (Zalophus californianus) - حصان شيڤالسكي (Equus ferus przewalskii) - ظبي السايگا (Saiga tatarica) - حتى عام 2009 - الظبي الأسود (Antilope cervicapra) | - الأيل الباختري (Cervus elaphus bactrianus) - الذئب الأعرف (Chrysocyon brachyurus) - البيسون الأمريكي (Bison bison) - ثور المسك (Ovibos moschatus) - الإمپالة (Aepyceros melampus) - الزرافة الشَبَكيَّة (Giraffa camelopardalis reticulata) - النمس حلقي الذيل (Galidia elegans) - ليمور الخيزران الأكبر (Prolemur simus) - الليمور المكشكش الأسود والأبيض (Varecia variegata) - الليمور المكشكش الأحمر (Varecia rubra) - ليمور سكالتر (Eulemur flavifrons) - الليمور أحمر البطن (Eulemur rubriventer) - وحيد القرن الأسود (Diceros bicornis) - فرس النهر (Hippopotamus amphibius) - ظبي المستنقعات (Tragelaphus spekii) - الپودو الجنوبي (Pudu puda) |

الطيور

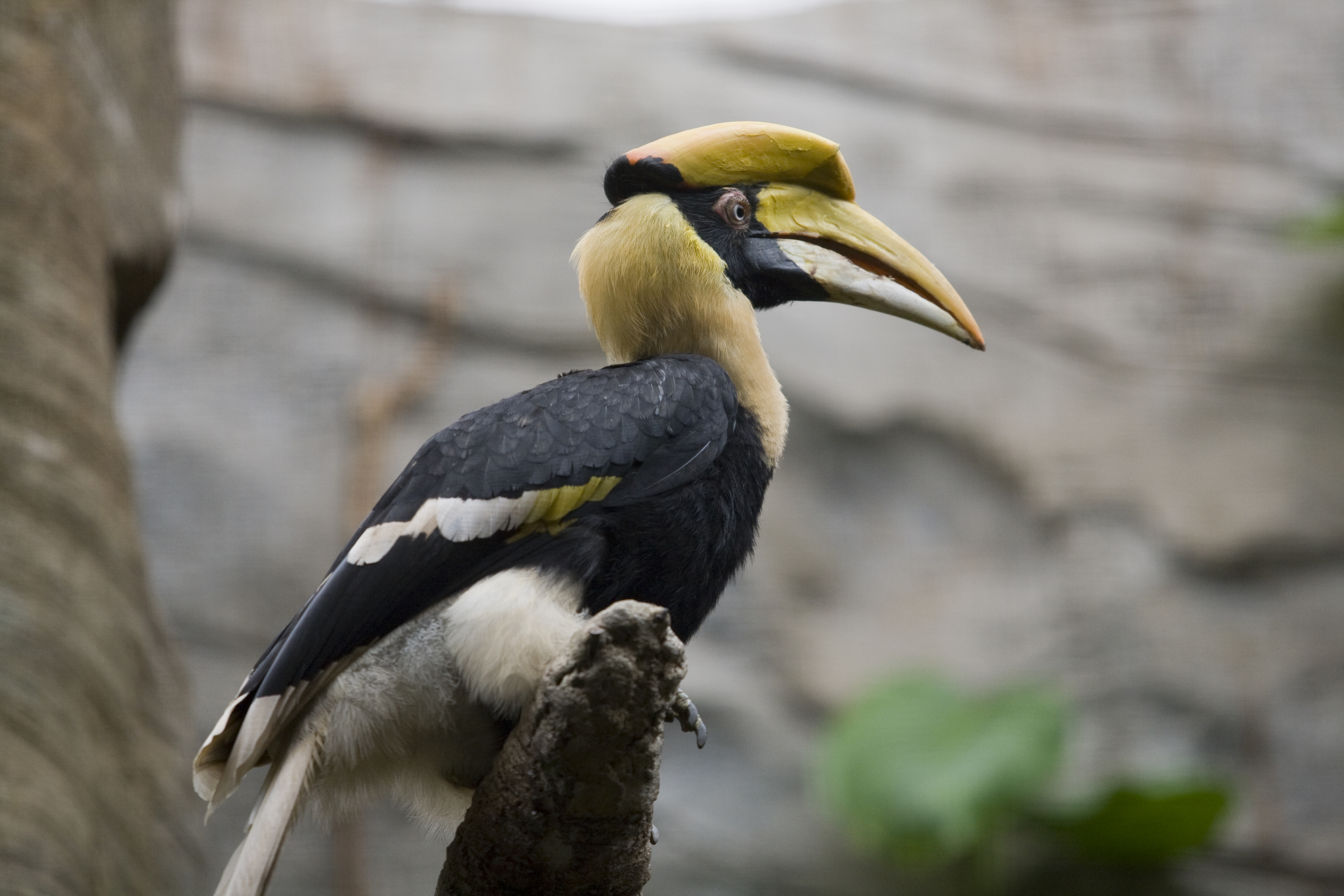
بوقير كبير في الحديقة.

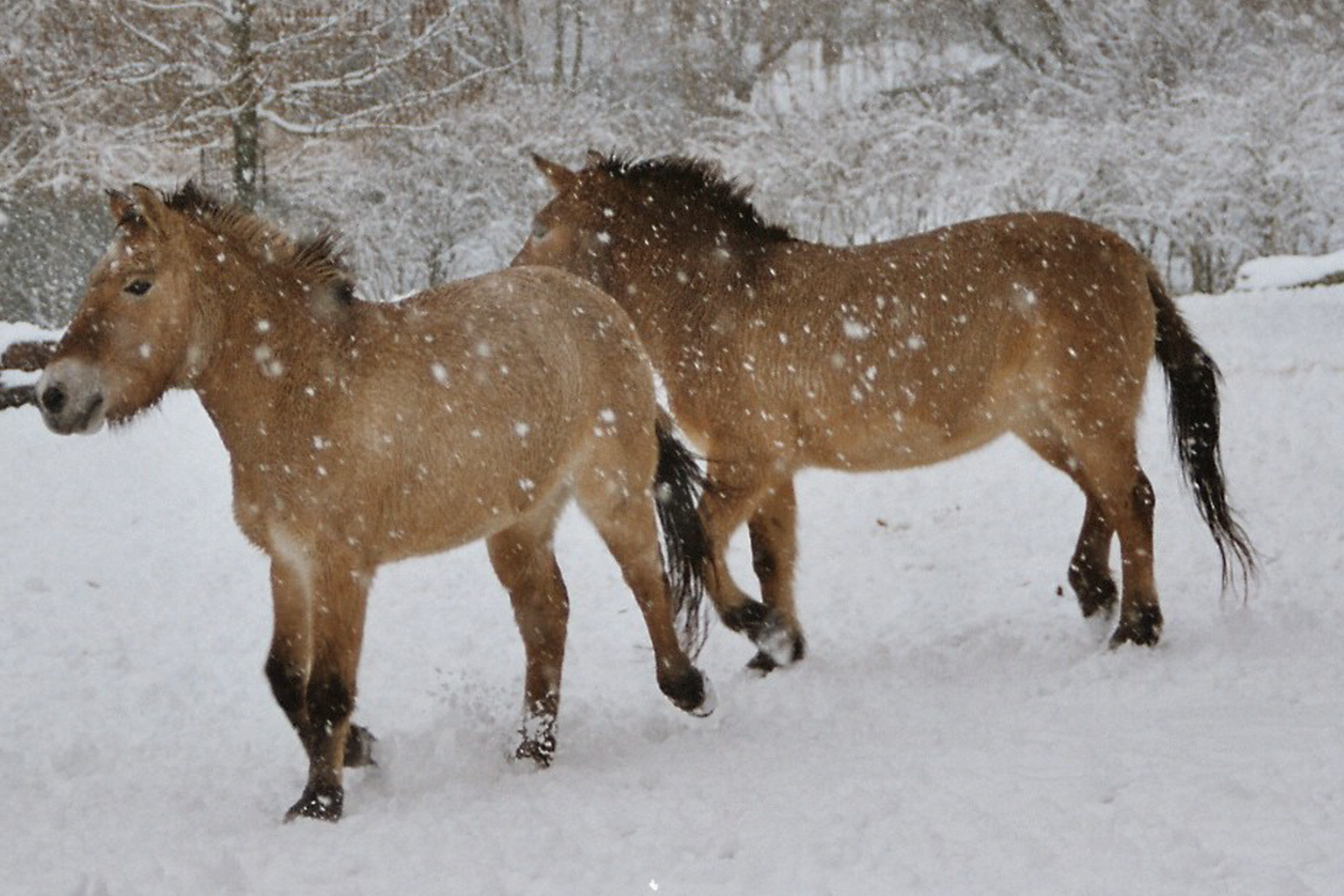
حصانا شيڤالسكي في الحديقة.

| - النحام الأكبر (Phoenicopterus roseus) - النحام الكاريبي (Phoenicopterus ruber) - اللقلق الأبيض (Ciconia ciconia) - البطة صفراء المنقار (Anas undulata) - البجعة البيضاء الكبيرة (Pelecanus onocrotalus) - النعامة (Struthio camelus) - اللقلق أصفر المنقار (Mycteria ibis) - الطرَّاق الأخضر (Tauraco persa) - الحمامة المُتوّجة الڤيكتوريَّة (Goura victoria) - البوقير الكبير (Buceros bicornis) - كوكاتو النخيل (Probosciger aterrimus) - مينة بالي (Leucopsar rothschildi) - اللوريكيت الپاپواني (Charmosyna papou) | - رزَّاز جاوة (Padda oryzivora) - الصيَّاح الجنوبي (Chauna torquata) - الكركي السيبيري (Grus leucogeranus) - النَّكات الأبقع (Recurvirostra avosetta) - أبو سعن الأفريقي (Leptoptilos crumeniferus) - بطريق همبولت (Spheniscus humboldti) - البطريق الصغير (Eudyptula minor) - أبو منجل القرمزي (Eudocimus ruber) - أبو ملعقة الوردي (Platalea ajaja) - الكركي المألوف (Grus grus) - اللقلق مسروج المنقار (Ephippiorhynchus senegalensis) - اللقلق الأسود (Ciconia nigra) + الكثير من أنواع الطيور الصغيرة. |

الزواحف
- اللجأة أفعوانية الرأس ضيقة الصدر[7] (Chelodina oblonga).

## أبحاث الحديقة
تُساندُ حديقة حيوانات كولونيا عدّة أبحاث ومشاريع إكثار للحياة البريَّة حول العالم، وهي نفسها طرفٌ في البرنامج الأوروبي لإكثار الأنواع المُهددة، الذي يُعنى بأنواعٍ من الثدييات والطيور المُهددة المعروضة في عددٍ من حدائق الحيوان الأوروبيَّة. أما المشاريع الدوليَّة والأجنبيَّة التي تدعمها الحديقة فتشمل:
- مشروع مُكافحة القنص اللاشرعي في حوض نهر اللوانگويه في زامبيا.
- مشروع إكثار الدببة المُنظرة في الپيرو.
- مشروع حماية الغابات المطيرة في ڤيتنام.

تعمل الحديقة مُنذ عام 1999 على حماية الموائل الطبيعيَّة والحياة البريَّة في متنزه فونك نها - كه بانغ القومي في وسط ڤيتنام بالتعاون مع السلطات المُختصَّة وجامعة هانوي.
- مشروعا إعادة إدخال أحصنة شيڤالسكي في السهوب الپانونيَّة بالمجر، وفي شينجيانغ بالصين.
- مشروع حماية آخر الليمورات السوداء زرقاء العينين في مدغشقر.

## أحداث ومُناسبات
كانت الحديقة تُقيمُ مُناسبَةً سنويَّة استمرت من عام 1997 حتى عام 2009، تقع كلَ يوم سبت طيلة هذا الشهر يُطلق عليها اسم «ليلة صيفيَّة في حديقة حيوانات كولونيا»، وكانت المعارض والمباني وكافة الجوانب تُضاء خلالها بأضواء مُبهجة دافئة، وتُقام عدّة عروض مسرحيَّة، وكان هذا الحدث يستقطب حوالي 15,000 زائر. ومنذ عام 2010 استبدلت الحديقة هذا الحَدث بحدثٍ آخر أطلقت عليه «ليلةً طويلةً في حديقة حيوانات كولونيا»، يُقام أيضًا كل يوم سبت من أغسطس، وخلاله تبقى الحديقة فاتحة أبوابها أمام الجمهور حتى الساعة العاشرة مساءً.

## كتب
- seit 1958: Zeitschrift des Kölner Zoos (früher: „Freunde des Kölner Zoo“), erscheint viermal jährlich, 2012 mit dem 55. Jahrgang, ISSN 0375-5290.
- Henriette Meynen, Theo Pagel: Der Zoologische Garten in Köln, Reihe Rheinische Kunststätten, Rheinischer Verein für Denkmalpflege und Landschaftsschutz (Hg.) Heft Nr. 533, 2012, ISBN 978-3-86526-073-4 (Bau und Gartengeschichte)
- Pagel, Reckewitz, Spieß: Der Kölner Zoo. Begeistert für Tiere, J.P. Bachem Verlag, Köln, 2010 (zum 150-jährigen Jubiläum)
- Iris Benner: Geschichten aus dem Kölner Zoo. Köln 2007. ISBN 978-3-89705-527-8
- Johann Jakob Häßlin, Gunther Nogge: Der Kölner Zoo - Geschichte des Zoos. Greven, Köln 1985
- Ernst Kullmann: 120 Jahre Kölner Zoo. Zoologischer Garten AG, Köln 1980
- Christiane Rath: Die Elefanten zu Köln, Kiepenheuer & Witsch, Köln 2008, ISBN 978-3-462-03810-1
- Helmut Signon: Tiere in Köln – in Zoo und Museum. Verlag J.P. Bachem, Köln 1967

## وصلات خارجية
- الصفحة الرسميَّة لحديقة حيوانات كولونيا (بالإنجليزية)
- كاميرا وب ڤيديوية في منتزه الأفيال ...إبحث عن الدغافل! مارلار (أنثى، مولودة في شهر 4-2006) ومينغ جانغ (ذكر، مولود في شهر 4-2007).
- معلومات عن حديقة حيوانات كولونيا في موقع Zoo-Infos.de (بالإنجليزية)